# Torre de Collserola
La Torre de Collserola è una torre di comunicazioni che si trova sul Tibidabo nella Serra de Collserola e nel municipio di Barcellona.
Da qui si diffondono le principali trasmissioni audiovisive dell'area metropolitana di Barcellona e della provincia.
La torre dal profilo futuristico dispone di un osservatorio pubblico al decimo piano da dove si può vedere la città di Barcellona. Ha un'altezza di 288 metri ed è stata disegnata dall'architetto inglese Norman Foster, dopo che il suo progetto era stato preferito a quello disegnato dall'architetto Santiago Calatrava.
Fa parte della World Federation of Great Towers.